# Exposition Universelle, Pariz 1900.
Exposition Universelle 1900 bila je jubilarna svjetska izložba održana u Parizu, Francuska, koja je trebala pokazati dosege proteklog stoljeća i dati poticaja novom. Ova manifestacija bila je i prezentacija novog stila u umjetnosti art nouveau.

## 50 milijuna posjetitelja
Izložba je trajala od 15. travnja do 12. studenog 1900. Posjetilo ju je više od 50 milijuna posjetitelja, što je brojka koju je nadmašila samo izložba u Osaki 1970.
Posebna komisija kojoj je predsjedao Gustave Eiffel je nagradila zlatnom medaljom Lavra Proskurjakova za projekt mosta preko rijeke Jenisej kod Krasnojarska.
Sajam je okupio više od 76.000 izlagača, na prostoru od 1,12 km četvornih. Za ovu izložbu je podignuto puno građevina i objekata, koji su i danas ponos Pariza;  Gare de Lyon (kolodvor Lyon), Gare d'Orsay (danas je pretvoren u Muzej d'Orsay),  Most Alexandra III, Grand Palais, La Ruche i Petit Palais. Za ovu veliku manifestaciju puštena je u rad i prva linija Pariškog metroa poznata kao "Ligne 1".
Dio ove velike manifestacije bile su i ljetne olimpijske igre 1900., na kojima su prvi put nastupile žene. 

## Dosezi
Na ovoj svjetskoj izložbi kao novina prikazan je zvučni film, pokretne stube, instant juha ( od američke tvrtke Campbell Soup Company). Na izložbi je i Rudolf Diesel izložio svoj motor koji je bio na dizelski pogon.
Bilo je puno panoramskih slika, i prikaza novih panoramskih tehnika, kao što su Cinéorama, Mareorama i Transsibirska željeznička panorama.

## Vanjske poveznice
- Exposition Universelle 1900. u Parizu Fotografije
- Pariška izložba iz 1900.  Arhivirana inačica izvorne stranice od 10. kolovoza 2008. (Wayback Machine) Zbirka fotografija Williama Henryja Goodyeara (1846-1923) iz Brooklynskog Muzeja